# Éva Gránitz
Éva Gránitz (ur. 25 kwietnia 1966 w Siófoku) – węgierska judoczka. Dwukrotna olimpijka. Zajęła siódme miejsce w Barcelonie 1992 i dziewiąte w Atlancie 1996. Walczyła w wadze ciężkiej.
Siódma na mistrzostwach świata w 1993; uczestniczka zawodów w 1991 i 1995. Startowała w Pucharze Świata w latach 1990–1996, 2000 i 2004. Piąta na mistrzostwach Europy w 1991, 1995, 1996 i 2000 roku.

## Letnie Igrzyska Olimpijskie 1992
| Konkurencja | Eliminacje                 | Eliminacje             | Repasaże           | Repasaże              | Klas. końcowa |
| Konkurencja | Przeciwnik I               | 1/4                    | Przeciwnik I       | Przeciwnik II         | Miejsce       |
| ----------- | -------------------------- | ---------------------- | ------------------ | --------------------- | ------------- |
| +72 kg      | Maria Teresa Motta (ITA) Z | Zhuang Xiaoyan (CHN) P | Sharon Lee (GBR) Z | Claudia Weber (GER) P | 7.            |

## Letnie Igrzyska Olimpijskie 1996
| Konkurencja | Eliminacje                  | Eliminacje                    | Repasaże                  | Klas. końcowa |
| Konkurencja | Przeciwnik I                | Przeciwnik II                 | Przeciwnik I              | Miejsce       |
| ----------- | --------------------------- | ----------------------------- | ------------------------- | ------------- |
| +72 kg      | Marguerita Goua Lou (CIV) Z | Swietłana Gundarienko (RUS) P | Edinanci da Silva (BRA) P | 9.            |